# Et in Arcadia ego (Poussin)
Pour les articles homonymes, voir Et in Arcadia ego (homonymie).
Et in Arcadia ego (littéralement « Je suis aussi en Arcadie »), ou Les Bergers d’Arcadie, est une œuvre de Nicolas Poussin (1594-1665), qui en a donné deux versions successives. Ces deux tableaux sont des peintures pastorales représentant des bergers réunis autour d'un tombeau, selon le thème littéraire et artistique de Et in Arcadia ego.

## Tableaux
Les deux toiles de Poussin sont des peintures pastorales représentant des bergers idéalisés de l'Antiquité classique, rassemblés autour d'une tombe austère. La première version, datée de 1628-1630, se trouve en Angleterre, à Chatsworth House, dans le Derbyshire. La seconde version, exécutée dix ans plus tard en 1637-1638, est conservée au Louvre ; connue aussi sous le nom Les Bergers d'Arcadie, elle a eu une influence majeure dans l'histoire de l'art.

## Source littéraire
Et in Arcadia ego est une locution latine qui signifie : « Moi (la Mort), je suis aussi en Arcadie (le pays des délices) » ou encore « Moi (qui suis mort), je vécus aussi en Arcadie. » Les deux traductions renvoient à la même idée : même dans un pays idéal, nul n'échappe au destin des mortels. 
La première figuration d'une tombe avec inscription dédicatoire (à Daphné près d'Antioche) dans le paysage idyllique d'Arcadie apparaît dans les Bucoliques de Virgile, V, 42 ssq (« Jonchez la terre de feuillage, bergers ; couvrez ces fontaines d’ombrages entrelacés : Daphnis veut qu’on lui rende ces honneurs. Élevez-lui un tombeau, et gravez-y ces vers : "Je suis ce Daphnis connu dans les forêts et jusques aux astres, berger d’un beau troupeau, moins beau que le berger." »). Virgile y transpose dans la rustique Arcadie les caractères de bergers siciliens qu'avait évoqués Théocrite dans ses Idylles.
Le thème trouva une nouvelle jeunesse au cours des années 1460-1470 de la Renaissance italienne, dans l'entourage de Laurent de Médicis.
En 1502 Jacopo Sannazaro publia un long poème, Arcadia, source dans l'imaginaire occidental de l'Arcadie comme un monde perdu d'enchantements idylliques.

## Source picturale

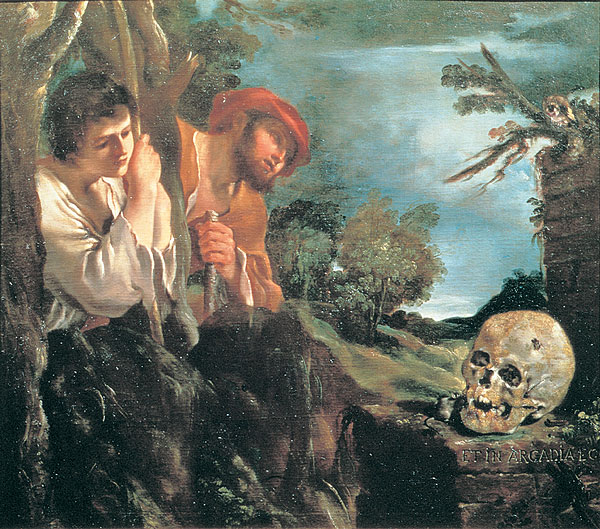
Le Guerchin, Et in Arcadia ego (1618). Le même sujet interprété par le Guerchin

C'est dans la Venise du XVIe siècle qu'apparaît la première utilisation d'une tombe avec inscription dédicatoire dans le monde enchanteur de l'Arcadie.
La toile du Guerchin (conservée à la Galerie nationale d'art ancien du palais Barberini à Rome) rend plus évident le sens de l'inscription dédicatoire par la figuration d'un crâne au premier plan.

## Analyse des tableaux
Le premier tableau de Poussin, celui de Chatsworth, est, selon toute vraisemblance, une œuvre de commande, inspiré de la toile du Guerchin. Son style est nettement plus baroque que la seconde version et caractéristique de la première manière de Poussin. Les bergers s'activent à dégager la tombe à-demi cachée et couverte de végétation et découvrent l'inscription avec une expression de curiosité ; la bergère debout à gauche est représentée dans une pose suggestive, très différente de l'attitude austère de la seconde version.
Celle-ci est composée de façon plus géométrique et les personnages y présentent un caractère plus contemplatif. Le visage sans expression de la bergère à droite est conforme aux conventions du « profil grec ».

## Interprétation
Littéralement, le titre Et in Arcadia Ego est un memento mori (« Souviens-toi que tu es mortel. ») Toutefois, André Félibien, le biographe de Poussin, l'interprétait comme : « la personne enterrée dans cette tombe a vécu en Arcadie. ».  Autrement dit : « elle aussi a profité des plaisirs de la vie sur terre ». C'est le sens qu'on donnait généralement à ces œuvres aux XVIIIe et XIXe siècles. Pour d'autres, le sujet établit une opposition ironique entre la sévérité de la mort et le caractère léger des nymphes et des bergers peuplant l'Arcadie. Dans Dessin, couleur, lumière, Yves Bonnefoy consacre un article à ces toiles. Il propose de recomposer le parcours intellectuel de Poussin, l'un de ses peintres de prédilection, du premier tableau au second. Aujourd'hui, memento mori est le sens le plus généralement accepté.
La différence la plus importante entre les deux versions, c'est que dans la seconde, l'un des deux bergers reconnaît l'ombre de son compagnon sur la tombe et trace la silhouette avec son doigt. Selon une ancienne tradition rapportée par Pline l'Ancien, c'est le moment de la découverte de l'art pictural. Ainsi, l'ombre du berger est la première image de l'histoire de l'art. Mais l'ombre sur la tombe est aussi un symbole de la mort. (Dans la première version, celle-ci est symbolisée par un crâne posé sur la tombe). Le sens de cette composition très complexe semble être que l'Humanité surgit de la découverte de la mort inéluctable et de l'invention concomitante de l'Art, réponse créative de l'Humanité à la finitude de l'individu.
Ainsi, la prétention de la mort à régner même en Arcadie est récusée par l'Art (symbolisé par la jeune femme parée à droite dans la seconde version), issu de l'Arcadie même, monde idéal : l'Art est légitime quand le pouvoir de la mort n'est qu'usurpé. Face à la mort, l'objet de l'Art - sa raison d'être - est de ressusciter les aimés disparus, consoler les chagrins, calmer les angoisses, concilier les sentiments inconciliables, distraire la solitude, exprimer l'indicible.
Pour Jean-Louis Vieillard-Baron, la phrase signifie : « Moi, le peintre, je survis à la mort dans la patrie des artistes immortalisés par leurs œuvres. » Le tableau est « avant tout une œuvre de méditation: la méditation sur le métier de peintre et sur la mort provoque la représentation picturale, elle est la source du tableau ; mais celui-ci, à son tour, produit la méditation de la part du spectateur ».

## Sens ésotérique
Le titre Et in Arcadia Ego ne comporte pas de verbe conjugué, ce qui est licite en latin. 
Certains ont postulé que Et in Arcadia Ego était l'anagramme de « I ! Tego arcana dei », c'est-à-dire : « Va ! je possède les secrets de Dieu. » 
D'autres prétendent qu'il manque à la phrase le verbe sum et que l'expression extrapolée (« Et in Arcadia Ego sum ») aurait pour anagramme « Iesu Arcam dei tango », ce qui signifierait « je touche le tombeau de Dieu - Jésus ».
À Rennes-le-Château, se trouve une dalle gravée de l’inscription Et in Arcadia ego, rédigée dans un mélange de caractères grecs et latins. Selon Gérard de Sède, cette dalle aurait été retrouvée par Bérenger Saunière dans le cimetière de Rennes-le-Château couplée à une stèle, dont le texte complémentaire à celui d’un parchemin, présente un jeu cryptologique livrant un rébus devenu célèbre pour les amateurs du mythe de Rennes-le-Château : « Bergère pas de tentations ». 

## Littérature
Le roman L'ultime trésor écrit par Joël Pagé fait agir Nicolas Poussin de concert avec deux autres artistes, l'écrivain Nostradamus et le sculpteur flamand Peter Scheemakers (en). Le but est que le Code DM, cette mystérieuse inscription de Shugborough, aiguille de façon erronée mais délibérée les têtes couronnées d'Europe vers l'île d'Oak Island en Nouvelle-Écosse pour révéler la cache du trésor des Templiers et du Graal. Il s'agit là d'un leurre magistral concocté par le pape Boniface VIII et déployé de façon posthume, afin d'occulter le véritable site où ce trésor mythique est dissimulé. Grâce à cette toile de Poussin, reprise en image miroir par la sculpture de Scheemakers, les lettres N et R pointées par les bergers sur les deux œuvres artistiques permettront à Nostradamus d'imaginer, à l'origine de cette triade artistique, un subterfuge pour ne livrer qu'au dénicheur du Graal, et lui seul, la signification du Code DM remaniée dans un quatrain personnel, faisant même mentir le pape Boniface VIII, initiateur du leurre en question.